# Neoevas
Neoevas är ett släkte av skalbaggar. Neoevas ingår i familjen vivlar.
Kladogram enligt Catalogue of Life:
| Neoevas | \| \| Neoevas celmisiae \| \| \| \| |
|         | \| \| Neoevas celmisiae \| \| \| \| |
|         | Neoevas celmisiae                   |
|         |                                     |